# Metlaoui
Metlaoui (àrab: المتلوي, al-Mitlawī) és una ciutat de Tunísia de la governació de Gafsa, situada uns 30 km al sud-oest de la ciutat de Gafsa. Té una població d'uns 8.000 habitants. És capçalera d'una delegació amb una població de 43.090 habitants (2004).

## Economia
Es troba al mig d'una zona de producció de fosfats, entre el Djebel Essath al nord i el Djebel El Khmaielia al sud. Té una estació de tren que serveix també la veïna Magroun, situada uns 7 km al nord. El govern hi va establir una zona industrial.
L'activitat agrícola, degut al baix rendiment del terreny, és complementada amb la indústria i la mineria.

## Administració
És el centre de la delegació o mutamadiyya homònima, amb codi geogràfic 61 57 (ISO 3166-2:TN-12), dividida en deu sectors o imades:
- Metlaoui Centre (61 57 51)
- Metlaoui Gare (61 57 52)
- El Mzirâa (61 57 53)
- Krichet Nâam (61 57 54)
- Cité El Amel Ouest (61 57 55)
- Cité El Amel Est (61 57 56)
- Thalja (61 57 57)
- Oued El Arta (61 57 58)
- El Magroun (61 57 59)
- Segui Sud (61 57 60)

Al mateix temps, forma una municipalitat o baladiyya (codi geogràfic 61 15).